# Каменоломні (смт)
Каменоломні (рос. Каменоломни) — селище міського типу, центр Каменоломенського міського поселення, адміністративний центр Октябрського району Ростовської області.
Населення на 2010 рік — 11247 особи. Площа селища — 10,65 км².
Мережа доріг — 51,3 км з яких 88 % вдосконаленого покриття. Селище газифіковане на 99,6 %.

## Географія
Селище розташоване над річкою Грушівка з центром селища на її лівому березі; на півночі межує з місцевістю міста Шахти — Попівкою. У межах Каменоломень справа у річку Грушівку впливає Атюхта й зліва — Семибалочна.

## Назва
Назва походить від Каменярень, що існували у 19 сторіччі у печерах Турбутої балки. Спочатку так перейменували залізничну станцію (1902 рік) й згодом селище (1933 рік).

## Історія
1805 року було засноване власницьке поселення Максимовське. 1806 року були виявлені Грушівські поклади вугілля.
На 1859 рік власницьке поселення Максимовський відносилася до Кривянського юрту налічувала 17 дворових господарств; 86 осіб (37 чоловіків й 49 жінок).

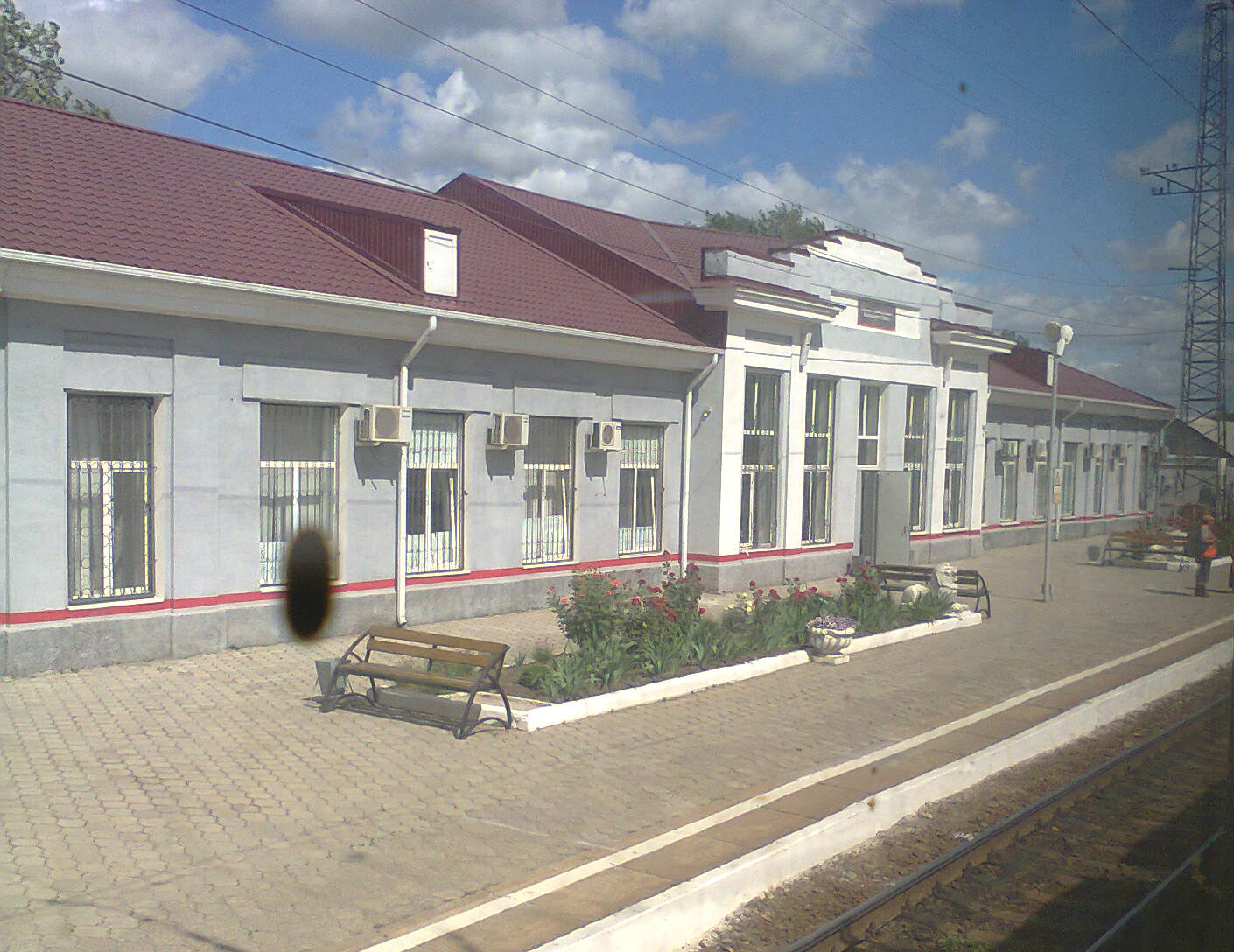
Вокзал залізничної станції Каменоломні

Великі об'єми видобутого вугілля можливо було перевозити тільки залізницею. Тому біля Максимовського хутору у 1863 році за 0,5 версти побудована залізнична станція Максимівка ділянки від станцій Грушевська й Аютинська до Аксайської Козлово-Воронізько-Ростовської залізниці (згодом перейменованої на Південно-Східну залізницю). Будівництво залізничної дільниці тривало 3 роки. 1863 року запрацювало паровозне (за СРСР стало локомотивним) депо.
Станція Максимовська стала розпорядчою в 1870-ті роки.
На 1873 рік Максимовський хутір Кривянського юрту налічував 1 дворове господарство й 6 кибиток; 33 осіб (18 чоловіків й 15 жінки).
Наприкінці 19 сторіччя за річечкою створено Новогрушівський хутір, що був заселений з Кривянської. У Новогрушівському були зведені храм та створена церковно-парохіяльна школа.
1902 року Максимовську залізничну станцію перейменовано на Каменоломні. Перейменування було викликано плутаниною від існування іншої станції Максимовка на тій же залізниці.
Максимовський хутір відносився до Сулинської волості з керуванням старостою. Сусідній Новогрушівський хутір керувався отаманом, якого призначало Кривянське станичне управління.
1920 року радянська влада відібрала паровозне депо від акціонерного товариства.
1923 року засноване вагонне депо при паровозному, а 1933 року воно стало самостійним підприємством.
Максимовський хутір об'єднали з Новогрушівським у Максимов-Новогрушівський з організацією селищної ради.
1933 року Максимо-Новогрушівський при залізничній станції Каменоломні перейменовано на Каменоломні й віднести до категорії робітничих селищ.
За передвоєнні роки тут звели Будинок культури залізничників, поліклініку, харчові та промтоварні крамниці. 1936 року відкрилася середня школа № 20, а 1938 року — середня школа № 82.
1942 року центр Октябрського району було перенесено з селища копальні імені Октябрської революції у селище Каменоломні.
Під час німецько-радянської війни храм у Новогрушівському був зруйнований. Також були зруйновані вокзал залізничної станції, станційні колії, 109 стрілкових переводів та стрілкові будки.
У 1945—1949 роках проводилася реконструкція центру селища забудовою 2-3-поверховими будинками.
За переписом 1959 року у Каменоломнях мешкали 15447 осіб.
За 1950-1980-ті роки У Каменоломнях збудована районна лікарня, комплекс адміністративних будівель Октябрського району, школи, дошкільні заклади, торгова мережа.
2003 року сформовано Каменоломенський опорний центр управління перевезеннями з 12 станціями від Сулина до Новочеркаська.
До 2017 року тут існувало найдавніше локомотивне депо Північно-Кавказької залізниці у Ростовській області, що слугувало з 1863 року.

## Транспорт
У Каменоломнях залізнична станція Каменоломні від якої походить назва селища. Також ремонтне вагонне депо Каменоломні.
Біля Каменоломень проходить федеральні автодороги «Ростов—Москва» й «Ростов—Харків», а також регіональні й місцеві автодороги «Шахти—Каменоломні», «Шахти—Усть-Донецьк», «Шахти—Владимировка», «Шахти—Новочеркаськ».

## Громадські установи
У Каменоломнях районна лікарня на 300 ліжок з поліклінікою, гімназія й ліцей, 3 дитячих садочки, міжшкільний учбовий комбінат, будинок культури, районна міжпоселенцька бібліотека, районна дитяча школа мистецтв, дитячо-юнацька спортивна школа, водно-спортивний оздоровчий комплекс «Каменоломні» з плавальним басейном.